# Blakeney (Norfolk)

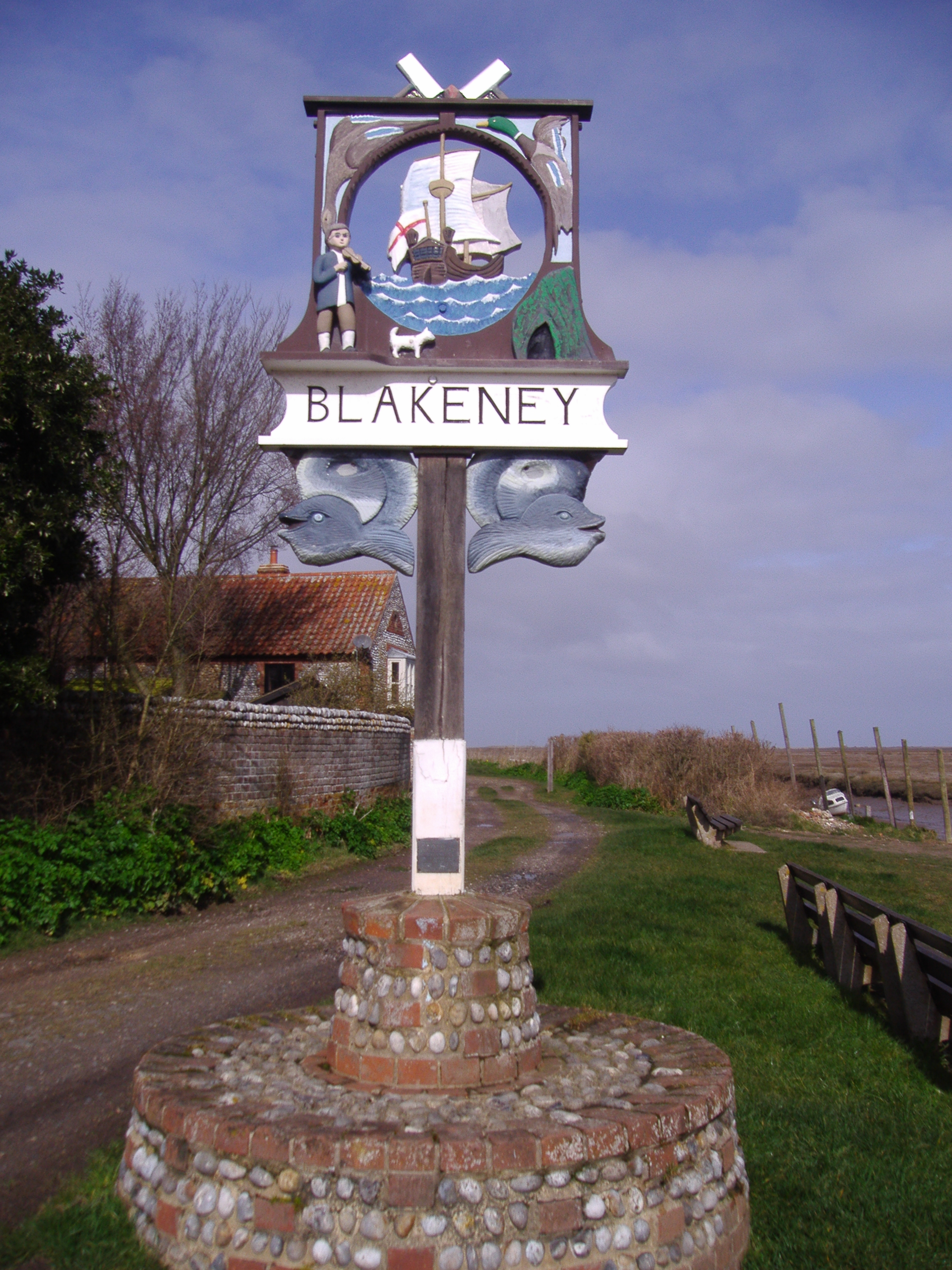
Insegna che indica l'ingresso al villaggio di Blakeney

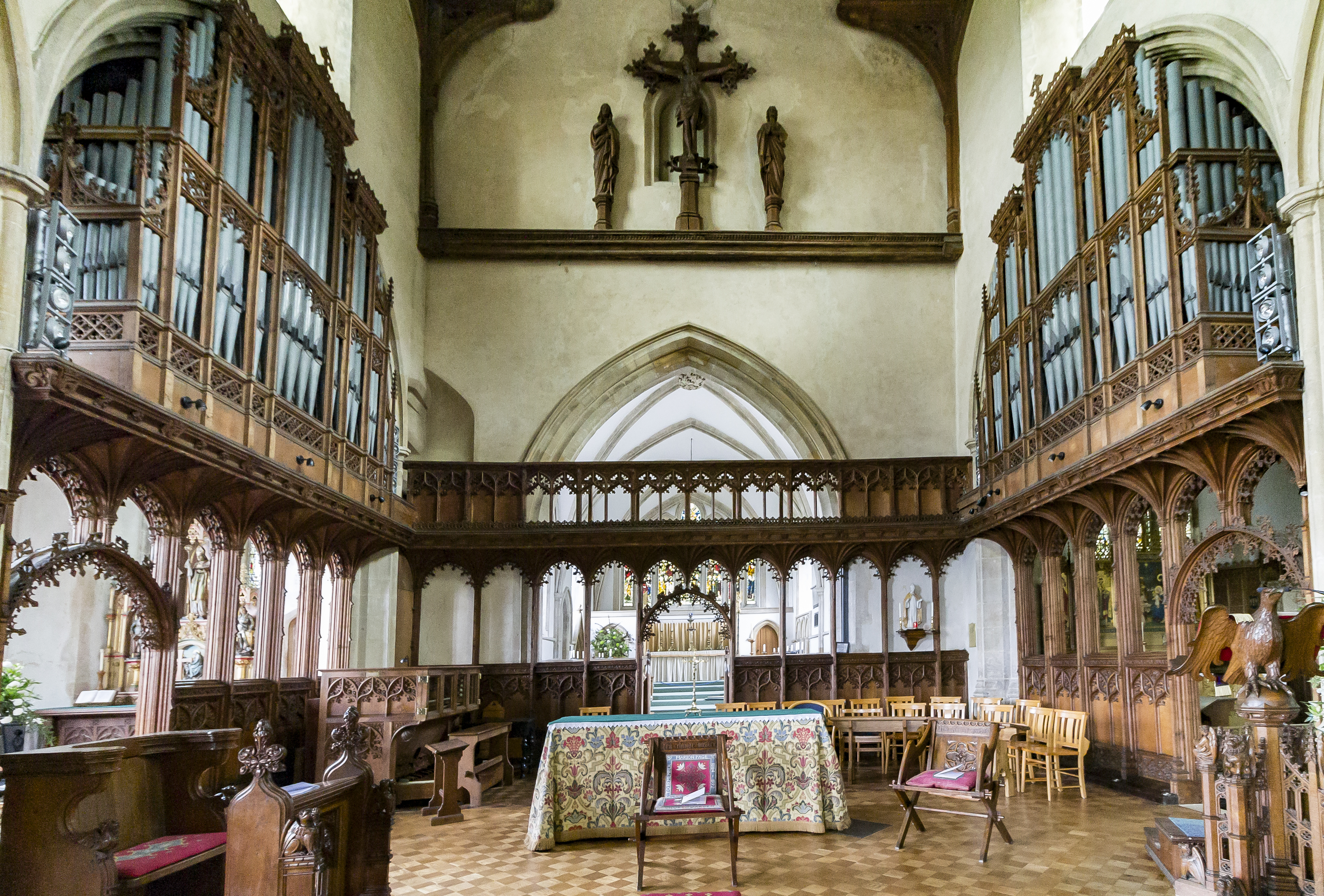
Blakeney: la chiesa di San Nicola

Blakeney è un villaggio con status di parrocchia civile dell'Inghilterra sud-orientale, facente parte della contea del Norfolk e situato in prossimità della costa che si affaccia sul Mare del Nord. Conta una popolazione di circa 800 abitanti.
Il villaggio, un tempo un porto fiorente, si trova all'interno di un'area considerata Area of Outstanding Natural Beauty.

## Geografia fisica
Blakeney si trova tra le località di Wells-next-the-Sea e Cley next the Sea (rispettivamente ad est della prima e ad ovest della seconda).
Nei pressi del villaggio, si trova la riserva naturale di Blakeney Point.

## Storia
Nel Medioevo, Blakeney era un porto trafficato per il commercio di spezie.
Il porto perse poi d'importanza a causa del progressivo insabbiamento.

## Monumenti e luoghi d'interesse

### Architetture religiose

#### Chiesa di San Nicola
Principale edificio religioso di Blakeney è la chiesa di San Nicola, costruita tra il XIII e il XV secolo e che si caratterizza per la presenza di due campanili.

#### Cappella di Blakeney
Tra Blakeney e Cley next the Sea, si trovano inoltre le rovine della cappella di Blakeney, di epoca medievale.

### Architetture civili
Nella cittadina si possono ammirare numerosi cottage antichi, un tempo dimore di pescatori.
Tra gli edifici principali, figurano il municipio, risalente al XIII secolo, e la Blakeney Guildhall, la casa di un mercante risalente al XV secolo.
A Blakeney è inoltre presente un mulino a vento, menzionato per la prima volta nel 1769.

### Aree naturali

#### Blakeney Point
Altro luogo d'interesse è Blakeney Point, una riserva naturale che vanta la presenza della più vasta colonia di foche dell'Inghilterra (sono presenti circa 2000 esemplari).

## Società

### Evoluzione demografica
Nel 2018, la popolazione stimata della parrocchia civile di Blakeney era pari a 781 abitanti, di cui 403 erano donne e 378 erano uomini.
La popolazione al di sotto dei 18 anni era pari a 95 unità (di cui 46 erano i bambini al di sotto dei 10 anni), mentre la popolazione dai 60 anni in su era pari a 423 unità (di cui 132  erano le persone degli 80 anni in su).
La località ha conosciuto un deremento demografico rispetto al 2011, quando la popolazione censita era pari a 801 unità, e al 2001, quando la popolazione censita era pari a 875 unità.